# Kirchenthumbach
Kirchenthumbach – gmina targowa w Niemczech, w kraju związkowym Bawaria, w rejencji Górny Palatynat, w regionie Oberpfalz-Nord, w powiecie Neustadt an der Waldnaab, siedziba wspólnoty administracyjnej Kirchenthumbach. Leży w Jurze Frankońskiej, około 30 km na zachód od Neustadt an der Waldnaab, przy drodze B470.
1 czerwca 2023 do gminy targowej przyłączono 5,74 km² pochodzące ze zlikwidowanego obszaru wolnego administracyjnie Heinersreuther Forst w powiecie Bayreuth, a 0,01 km² terenu gminy targowej przyłączono do gminy Prebitz również w powiecie Bayreuth.

## Dzielnice
W skład gminy wchodzą następujące dzielnice: Fronlohe, Kirchenthumbach, Metzenhof, Neuzirkendorf, Sassenreuth, Thurndorf, Treinreuth i Heinersreuth.

## Demografia
| Rok  | Liczba mieszk. |
| ---- | -------------- |
| 1970 | 3491           |
| 1987 | 3402           |
| 2000 | 3418           |

## Oświata
(na 1999)

W gminie znajduje się 100 miejsc przedszkolnych (105 dzieci) oraz szkoła podstawowa (16 nauczycieli, 289 uczniów).